# Sportiom
Sportiom is een sportcentrum op Sportpark De Vliert in 's-Hertogenbosch, Noord-Brabant. In het gebouw bevinden zich onder andere een ijshockeyhal en een zwembad. Het is in eigendom van de gemeente en wordt sinds januari 2019 geëxploiteerd door Sportfondsen. Het complex verving in 1998 het in datzelfde jaar gesloopte nabijgelegen zwembad Brabantbad.

## Secties
Het Sportiom is op te delen in een aantal secties, waar andere sporten worden beoefend. Het zwembad is daarvan het grootste en bekendste. De volgende onderdelen zijn aanwezig:
- AquaFun Sportiom, het zwemgedeelte
- IJshockeybaan, het schaatsgedeelte
- Fitness Club Sportiom, het sport en wellness gedeelte
- Een minigolfbaan
- Een bowlingbaan

## AquaFun Sportiom
In dit gebied ligt het zwembad. In de centrale hal ligt het familiezwembad bestaande uit o.a. een golfslagbad, voorzien van vrolijke kleuren. Er kan muziek afgespeeld worden en er is verlichting onder het wateroppervlak aanwezig. Ook hangt er een scherm boven het golfslagbad waarop films kunnen worden afgespeeld. Verder zijn er de volgende waterattracties te vinden:
- Wild River, een witte waterbaan in de centrale hal van 70,5 meter die men met of zonder luchtband aflegt.
- Duo Racer, een dubbele gele familieglijbaan van 62,7 meter in de centrale hal waarin men tegen elkaar kan racen. Na bij beide banen op een kop te hebben gedrukt wordt afgeteld waarna het stoplicht tegelijk op groen springt. Een scherm bij de skim-out toont wie het snelst was.
- Een buitenbad met rotsen, een stroomversnelling, speelweide en terrassen.
- Aloha Surf, een Tube 1200 glijbaan van 116 meter lang.
- Banana Splash, een Tube 800 glijbaan van 108 meter lang.
- Peuterbad, een bad met speeltoestellen voor peuters en jonge kleuters. Vroeger was dit de Turtle Bay, enkele van de schildpadden zijn behouden. Naast het Peuterbad, op de vroegere locatie van de Caribbean Corner ligt een waterspeeltuin.

Op de verdieping, waar voorheen een terras te vinden was is een nieuwe snackbar gevestigd ter vervanging van de Caribbean Corner.

#### AquaFun tot 2020
Bij de opening in 1998 was AquaFun een subtropisch zwemparadijs in Hawaïaans thema. Zo waren er spelonken waardoorheen gezwommen kon worden en was er een vulkaan ingebouwd die om de zoveel tijd 'tot uitbarsten kwam' (het golven van het golfslagbad). Er waren hier verschillende waterattracties aan te wijzen:
- Coco Wave, een waterbaan die men alleen of met z'n tweeën in een luchtband aflegde. Het traject startte boven op de vulkaan en eindigt met een steile waterval. De gehele baan was 125 meter lang.
- Hula Hula Float, stroomversnellingswateren in de spelonken onder de vulkaan (zelden actief).
- Honolulu Pool, een golfslagbad dat centraal was gelegen in de hal.
- Tropical Springs, verschillende (bubbel-)baden tussen de rotsen van de vulkaan.
- Aloha Surf, een Tube 1200 glijbaan van 116 meter lang.
- Banana Splash, een Tube 800 glijbaan van 108 meter lang.
- Crystal Mine, een mijnen-thema onder de grond waarin de beide glijbanen eindigden.
- Turtle Bay, een bad met speeltoestellen gemodelleerd naar schildpadden voor peuters en jonge kleuters.
- Waikiki Falls, een buitenbad met rotsen, een stroomversnelling, speelweide en terrassen.

De faciliteiten in het zwemgedeelte waren onder andere:
- Caribbean Corner, een snackbar
- Caribbean Restaurant

Daarnaast waren er in dit gedeelte ook kruidenbaden, snelbruiners, en stoomcabines.
Vlak na de opening in 1998 werden de glijbanen gesloten, vanwege gewonden die waren gevallen bij het gebruik ervan. Vooral klachten aan de rug door een gevaarlijke hobbel in een van de buizen kwamen de eerste dagen vaak voor. Na enkele aanpassingen werden de glijbanen weer heropend. Het zwembad staat nadien bekend als een van de veiligste zwembaden van Nederland.
In januari 2020 werd bekend dat het bad dringend aan vervanging toe was. De kunstrotsen met name toonden zichtbare slijtage. Op 31 januari 2020 was het oude bad voor het laatst geopend waarna de rotsen werden gesloopt. Enkel de basis van het zwembassin zou hergebruikt worden en het bad zou voorzien worden van nieuwe betegeling, techniek en een modern thema. Hiermee verdwenen dus onder andere de Coco Wave en ook de betaalde activiteiten als de kruidenbaden zouden niet terugkeren.
De renovatiekosten werden geraamd op €2,6 miljoen maar liepen op tot 2,8 miljoen. Door vertragingen te wijten aan de coronapandemie werd de beoogde heropening van 1 oktober 2020 en later 1 december 2020 niet gehaald. Eind december 2020 werd het nieuwe bad opgeleverd. De feitelijke heropening zou nog enige maanden op zich laten wachten wegens aangescherpte coronamaatregelen. Op 7 juni 2021 heropende AquaFun.
Van het oude bad zijn de Aloha Surf, de Banana Splash glijbanen en het buitenbad Waikiki Falls onaangetast gebleven, hoewel deze laatste pas eind juni 2021 weer toegankelijk zou zijn.

#### Wedstrijdbad
Naast AquaFun ligt het 25 meter wedstrijdbad. In dit bad wordt zwemles gegeven en wedstrijden gehouden. Ook staat hier een duikplank. Op zondag en mits beschikbaar wordt het wedstrijdbad opengesteld voor bezoekers van AquaFun.
Het bad is deels in diepte verstelbaar en meet op haar diepste punt 4 meter.

## IJshockeybaan
De IJshockeybaan is een ijsbaan voor zowel professioneel als recreatief gebruik. Er worden schaatslessen gegeven en er is een schaatsverhuur en schaatsenslijperij aanwezig.

#### IceFun Sportiom
IceFun Sportiom was de oorspronkelijke naam van het schaatsgedeelte dat in 2020 werd opgedoekt. Het was een naar het Poolgebied gethematiseerde baan, waar men door grotten kon schaatsen en van kleine hellingen af kan glijden. Ook lag hier een restaurant in hetzelfde thema; Scotts Cabin genaamd. Af en toe viel er sneeuw in de hal. Ook de IJshockeybaan kon mits beschikbaar geopend worden om de capaciteit van IceFun uit te breiden.
Met de grootschalige verbouwing van het zwembadgedeelte in 2020 is dit deel van de ijsbaan vervangen voor een bowlingbaan en minigolf, waarvoor de kunstrotsen hergebruikt werden als decor. Volgens Sportiom was IceFun niet rendabel genoeg om te blijven opereren.

## Fitness Club Sportiom
Dit gedeelte is geheel gericht op fitness en sport, zowel de teamsporten als individuele sporten. De fitnessclub bestaat uit o.a.:
- Een fitnessruimte
- 2 squashbanen
- 3 ricochetbanen
- Een boxzaal
- Een sauna
- Een kinderopvang
- Massagebanken

Daarnaast heeft Sportiom sportzalen waar onder andere basketbal, turnen, volleybal, zaalvoetbal, badminton en korfbal beoefend worden.